# 弥栄ダム
弥栄ダム（やさかダム）は、広島県大竹市小方町小方と山口県岩国市小瀬に跨る、一級河川・小瀬川水系小瀬川本川に建設されたダム。旧名は八丁ダム（はっちょうダム）。
国土交通省中国地方整備局が管理する国土交通省直轄ダムである。堤高120.0mの重力式コンクリートダムで、総貯水容量を含め中国地方最大の重力式コンクリートダムである。小瀬川の治水、及び大竹市や岩国市とその周辺地域への利水を目的とした特定多目的ダムである。ダムによって形成された人造湖は弥栄湖（やさかこ）と呼ばれ、2005年（平成17年）に大竹市・岩国市の推薦によって財団法人ダム水源地環境整備センターが選定する「ダム湖百選」に選ばれている。

## 沿革
広島県と山口県の境を流れる小瀬川は治水・利水を巡り両県の調整が難航し、古来より度々水利用に関わる係争が起こっていた。1964年（昭和39年）に完成した小瀬川ダム（重力式、堤高49.0m）は両県による共同管理であったがダム管理を巡って意見の調整が付かず、結局建設を建設省中国地方建設局（現・国土交通省中国地方整備局）に委託した経緯がある。このため、小瀬川の河川管理に関しては地方自治体レベルでの管理では到底調整が不可能な状況となり、こうした歴史から一級水系に指定され建設省が管理する河川となった。
小瀬川ダムが完成したものの、ダムは利水目的の意味合いが強く、これまでの大洪水にも十分に対応できたとは言い難かった。さらには、高度経済成長に伴って河口部の大竹市・岩国市・玖珂郡和木町の発展に伴い水需要が逼迫、3年に1度渇水調整が行われる状態となっており、さらなる利水容量の確保が必要となってきた。このため建設省中国地方建設局は1971年（昭和46年）に小瀬川ダム下流の大竹市・岩国市・玖珂郡美和町（現・岩国市美和町）に跨る地域に、小瀬川ダムを遥かに凌駕する大規模なダム建設の計画を発表した。
1974年（昭和49年）には「小瀬川水系工事実施基本計画」を改訂しこの中で洪水流量の改訂とダムによる洪水調節計画を検討して新たな計画高水流量（計画された洪水流量の限界値）を策定した。この洪水調節計画の柱としてダムは重要な役割を果たす事になり、「小瀬川総合開発事業」の中心事業として特定多目的ダム法に基づく「八丁ダム建設事業」が着手された。

## 補償
ダム建設に伴い広島県・山口県両県で125戸が水没する事となり、反対運動が繰り広げられた。ダム建設当時、「小瀬川の水が涸れる」とか「ダム湖に水は貯まらない」等の懸念や批判も下流域の住民より出た。これに対し建設省は1974年7月20日、川治ダム（鬼怒川）や手取川ダム（手取川）等と共に水源地域対策特別措置法の第1号ダムとして指定、水源地域整備の為の国庫補助・水没世帯への補償金国庫補助・生活再建支援・就労斡旋等の手厚い補償対策を実施した。
ダムは計画から20年経過した1991年（平成3年）3月に完成したが、これより前に地元の要望がありダム名を「八丁ダム」から水没地域の弥栄峡にちなみ弥栄ダムに改称している。こうした例は群馬県の草木ダム（渡良瀬川）を始め全国各地で見られているが、地元と一体化したダム管理を目指した一つの例である。

## 目的
ダムの目的は小瀬川下流域の洪水調節、防鹿地点における既存農地への慣行水利権分の用水補給としての不特定利水、広島県（広島市佐伯区、廿日市市、大竹市、佐伯郡宮島町及び大野町）と山口県（柳井市、玖珂郡由宇町、熊毛郡平生町・田布施町・上関町及び大島郡周防大島町）への上水道供給、岩国・大竹地域及び柳井地域への工業用水供給が目的である。ダム付近に工業用水道の取水口があり、山口県企業局が整備した。因みに工業用水道の整備はダム完成後で、弥栄ダムからの不特定利水を念頭に置いたものとなっている。この他中国電力による発電（認可出力7,000kW）も目的の1つとなっている。
完成後、弥栄ダムはその機能を遺憾なく発揮しているが、特に洪水調節では2005年（平成17年）9月の台風14号による洪水、利水では1994年（平成6年）8月の大渇水においてその機能を最大限に生かした。

### 治水～2005年台風14号～
前者の例をみると、2005年9月6日から7日に掛けて西日本を通過した台風14号は小瀬川上流域で降り始めからの総雨量が404mmを記録し、55年ぶりの豪雨となった。これは戦後最大の枕崎台風や錦帯橋を破壊したキジア台風、ルース台風に匹敵する規模の雨量であり、西日本各地で浸水による被害が拡大した。この際弥栄ダムの洪水調節によって上流の洪水を貯水。下流への流下をカットした。
国土交通省ではダムが仮に建設されず洪水が下流に流下した場合、基準点において「小瀬川水系工事実施基本計画」が定めた計画高水位（小瀬川の場合は6.07m）を1.0m以上超える7.10mの増水になると試算した。計画高水位を超えてしまうと堤防決壊や堤防越流といった事態を惹き起こし、家屋の浸水・流失といった被害を招く確率が極めて高くなる。しかしダムによる洪水調節の結果、小瀬川の水位を警戒水位並の4.0mに抑えた。これにより小瀬川本川流域においては浸水などの被害が殆ど見られなかった。

### 利水～1994年大渇水～
後者の例であるが、1994年夏に全国を襲った大渇水は四国で早明浦ダム（吉野川）が枯渇し四国四県で深刻な給水制限と産業への被害、東海地方では牧尾ダム（王滝川）が枯渇し知多半島では一般世帯で1日19時間断水、トヨタ自動車では工場操業の短縮・休止に追い込まれ中部地方の経済に深刻なダメージを与えた。
この中で小瀬川流域でも8月から約140日間の給水制限を余儀無くされたが、ダムの利水容量を効率的に使用する事で渇水を乗り切った。仮に弥栄ダムが無く小瀬川ダムのみの場合、同様の給水制限を実施すると期間は倍の280日間に及んだと言われている。この日数は1978年（昭和53年）に北部九州を襲った「福岡砂漠」に匹敵するもので、中小商店の倒産や農業への深刻な影響を及ぼしている。こうしたことから弥栄ダムによる利水が、渇水による給水制限期間を短縮できたと考えられている。

## 弥栄湖

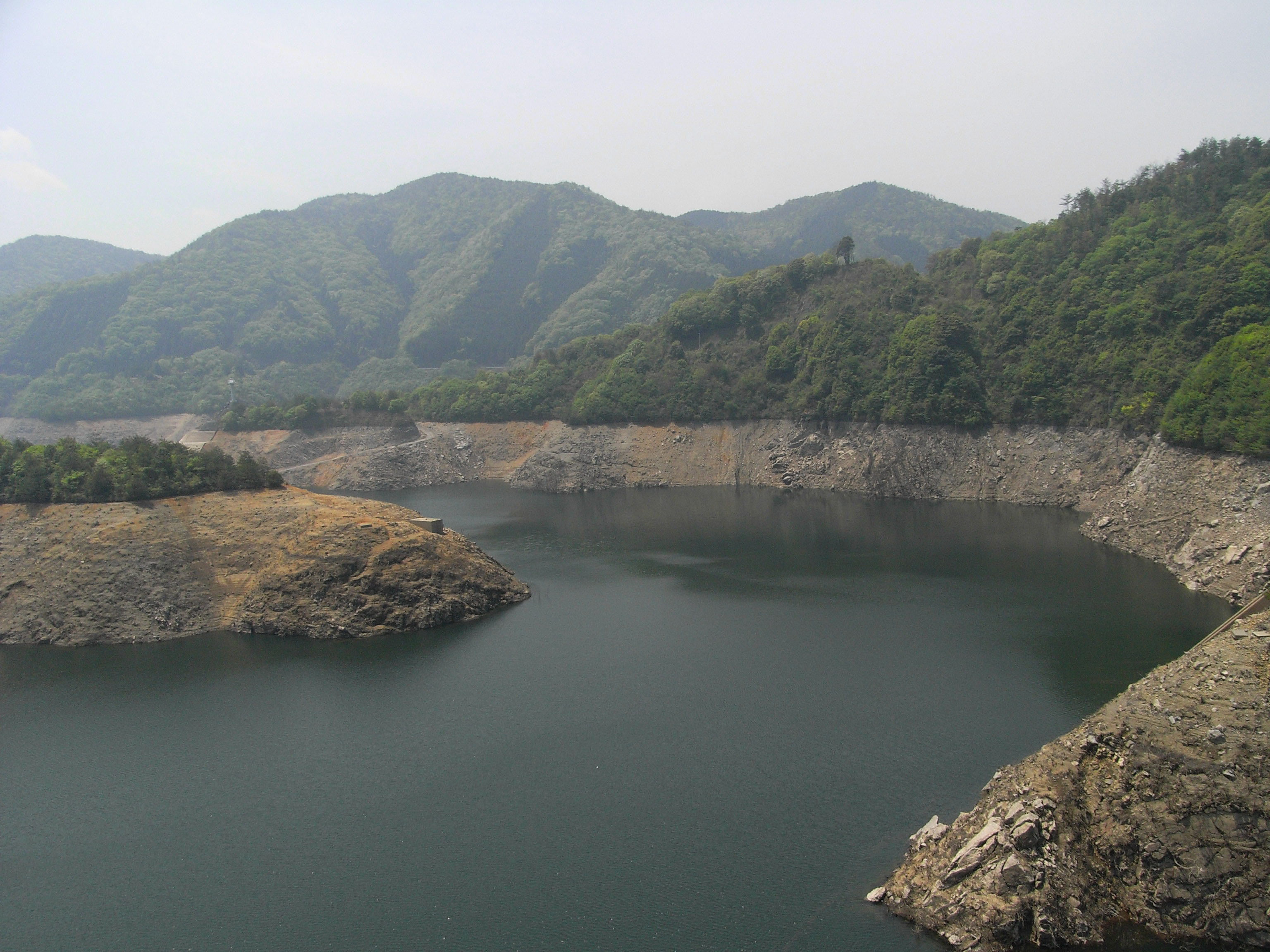
中国地方最大級の人造湖
弥栄湖

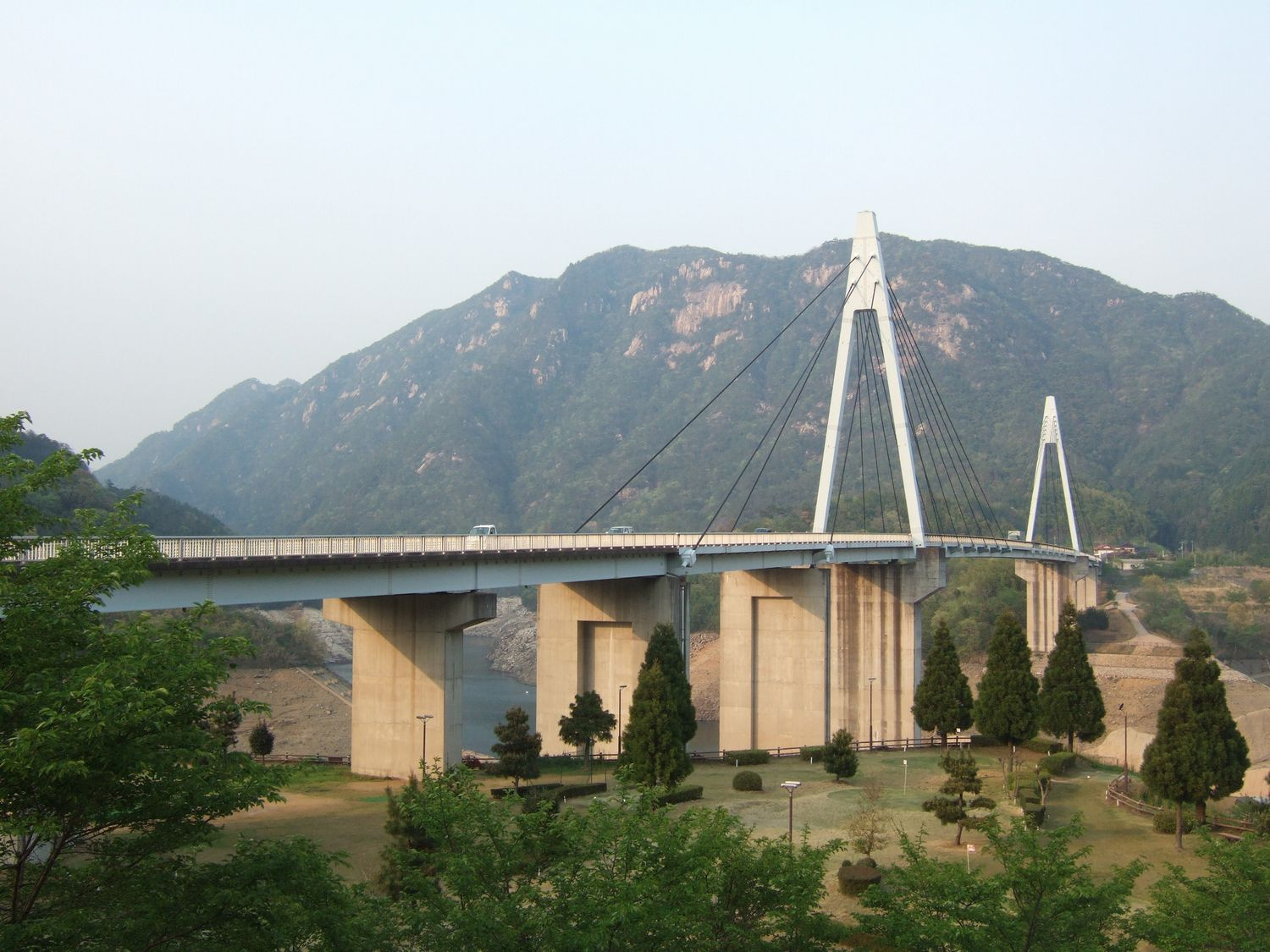
弥栄湖を渡る弥栄大橋

ダムによって出来た弥栄湖は、1994年（平成6年）に建設省によって実施された「地域に開かれたダム」事業に基づき積極的に開放されている。この他水源地域対策特別措置法に基づく水源地域整備によって弥栄大橋や弥栄峡遊歩道の整備などが行われ、湖岸は散策やピクニック等の観光客が訪れている。又ダム周辺はサクラが多く植樹され、春には花見客で賑わう。上流の弥栄峡には弥栄峡キャンプ場やプレイパーク蛇喰といったアウトドア施設もあり、ダム及びダム周辺一帯は一大アウトドアスポットになっている。
ダム建設に伴い国道186号が整備され、幹線道路としての重要性が増している。この他山口県道135号北中山岩国線・広島県道・山口県道116号大竹美和線等が近接を通過しており、山陽自動車道・大竹インターチェンジからも近い。この他錦帯橋・岩国城・厳島神社等の観光地からも近い為、観光スポットとなっている。